# Novak Đoković
Novak Đoković (serbisk kyrilliska: Новак Ђоковић; efternamnet stavas vanligtvis Djokovic på många språk), född 22 maj 1987 i Belgrad i Jugoslavien, är en serbisk högerhänt professionell tennisspelare. Han är bosatt i Monte Carlo i Monaco.

## Tenniskarriären
Đoković blev professionell spelare på ATP-touren 2003. Han vann sin första Wimbledon-turnering mot Rafael Nadal med 3–1 söndagen den 3 juli 2011. Nadal besegrades med setsiffrorna 6–4, 6–1, 1–6, 6–3. Därmed blev han rankad världsetta, efter att ha varit världstvåa redan i februari 2010. Han har till mitten av september 2015 vunnit 55 professionella singeltitlar. Han är mindre framgångsrik i dubbel; där han bara vunnit en titel hittills. Som bäst har han varit rankad som nummer 114 i dubbel (november 2009). Đoković har spelat in 86 866 648 US dollar i prispengar (september 2015). Han var vid nämnda tid rankad världsetta.
I augusti 2007 nådde den då tredjeseedade Đoković finalen i Rogers Masters  efter semifinalseger över Rafael Nadal. I finalen besegrade han sedan världsettan Roger Federer och en knapp månad senare nådde han sitt bästa resultat i en Grand Slam-turnering då han nådde finalen i US Open. I och med sin finalplats blev Đoković den första manliga tennisspelaren från Serbien att nå så långt i Grand Slam-sammanhang. Sin första Grand Slam-titel vann han i 2008 års Australiska öppna över Jo-Wilfried Tsonga, och 2008 vann han Pacific Life Open, Roms Mastersturnering och Tennis Masters Cup i Shanghai.
Sin andra Grand Slam-titel vann Đoković i 2011 års Australiska öppna och han blev historisk när han vann över David Ferrer i Madrid Masters och förlängde sin segersvit till 30–0 (från början av säsongen), och närmade sig därmed åter John McEnroes svit om 43 matcher i inledningen av en säsong, sedan vidare till 39–0 efter finalen i Rome Masters och 41–0 efter tre vinster i Franska öppna. I semifinalen besegrades Đoković dock av Roger Federer.
I Wimbledonmästerskapen och US Open  samma år samt Australiska öppna 2012  besegrade Đoković Nadal.

### 2013
Đoković vann Australiska öppna för tredje året i rad. Han besegrade Andy Murray i finalen.
Đoković nådde finalen i Wimbledonmästerskapen. Där förlorade han mot Andy Murray.

### 2014
Đoković nådde kvartsfinalen i Australiska öppna, där han förlorade mot den blivande turneringssegraren Stanislas Wawrinka. Matchen mot Wawrinka var den tredje femsetaren mellan de två i Grand Slam-sammanhang under 2013 och 2014. De tidigare två mötena hade vunnits av schweizaren. Đoković vann Wimbledonmästerskapen efter att ha besegrat Roger Federer.

### 2015
Đoković vann Australiska öppna efter finalvinst mot Andy Murray med 3 set mot 1.
I Franska öppna förlorade han finalen över Stanislas Wawrinka med 3 set mot 1.
I Wimbledon vann han finalen mot Roger Federer med 3 set mot 1.
I US Open-finalen besegrade han Roger Federer igen med setsiffrorna 3 mot 1.

### 2016
Đoković vann Australiska öppna efter finalvinst mot Andy Murray med 3 set mot 0, efter att ha slagit ut Roger Federer i en semifinal med 3 set mot 1. Djokovic vann även Franska öppna mot Andy Murray, med 3 set mot 1. I och med vinsten i Franska Öppna, lyckades han med bedriften att vinna samtliga Grand Slam-titlar i singel i rad under en säsong (Konsekutiva titlar, säsongen 2015/16), något som han är först i världen med på herrsidan i singel sedan Rod Laver vann en äkta Grand Slam 1969.

### 2022
I början av 2022 orsakade Đoković stor medial uppmärksamhet då han nekades visum till Australien för att han inte uppfyllde landets hälsokrav angående covid-19-vaccinering, vilket slutade med att Đoković utvisades från Australien den 16 januari 2022. Detta ledde till att han inte kunde försvara sin titel från 2021.

### 2024
Vid den olympiska tennisturneringen i Paris i slutet av juli och början av augusti 2024 blev Novak Đoković olympisk mästare för första gången, efter seger med 2–0 i set mot spanjoren Carlos Alcaraz.

### Đoković som Davis Cup-spelare
Đoković har spelat i det serbiska Davis Cup-laget 2004-10. Totalt har han spelat 15 singelmatcher av vilka han vunnit 11. Han har i DC-sammanhang besegrat bland andra britten Greg Rusedski. I september 2007 var han även en stor nyckel till att Serbien avancerade till den högsta divisionen genom att vinna alla sina tre matcher i kvalrundan mot Australien. I första Davis Cup-matchen 2008 års upplaga lyckades inte det serbiska laget, nu utan Đoković som för tillfället var sjuk, besegra Ryssland. Många bedömare anser att resultatet hade sett annorlunda ut om Đoković hade varit frisk. Đoković spelade en nyckelroll när han tog det serbiska Davis Cup-laget till kvartsfinal 2010 för första gången som självständig nation, där Đoković vann båda sina singelmatcher mot USA (Sam Querrey och John Isner). Serbien avancerade senare till final när de besegrade Kroatien (4–1) och Tjeckien (3–2) i semifinalen. I finalen lyckades Serbien vända ett 2–1 underläge till 3–2 mot Frankrike i Belgrad och nationen tog därmed sin första Davis Cup-titel.

## Spelaren och personen
Novak Đoković började spela tennis vid fyra års ålder och gjorde sin proffsdebut som 16-åring. Han kommer från en idrottsintresserad familj. Fadern är före detta slalomåkare och fotbollsspelare och modern har examen från en idrottshögskola. Även Đokovićs två yngre bröder, Đorđe och Marko, spelar tennis. Đoković har fått mycket stöd från sina föräldrar i sitt val av tennis. Som ung tonåring tränade han professionellt på Nikola Pilics-tennisakademin i München. Samarbetet med Nikola Pilić har fortsatt, och numera är Pilić rådgivare åt det serbiska Davis Cup-laget. Đoković har Pete Sampras som förebild inom tennissporten. Han föredrar hard court-underlag, men är duktig på alla underlag. Som spelare är hans bästa slag rak backhand. Han har förbättrat serven vilket har blivit allt viktigare i hans spel.
I USA har Đoković medverkat i Jay Leno Show i Los Angeles. Đoković är känd för imitationer av andra spelare. Några imitationer har visats över en miljon gånger på videosajten Youtube. Đoković talar, förutom serbiska och engelska, även franska, tyska och italienska.
Novak är gift med Jelena och har en son och en dotter.

## Grand Slam-finaler, singel (34)
| Resultat | År   | Mästerskap                | Underlag  | Motståndare           | Setsiffror                                  |
| -------- | ---- | ------------------------- | --------- | --------------------- | ------------------------------------------- |
| Förlust  | 2007 | US Open                   | Hardcourt | Roger Federer         | 6–7 (4–7), 6–7 (2–7), 4–6                   |
| Vinst    | 2008 | Australiska öppna         | Hardcourt | Jo-Wilfried Tsonga    | 4–6, 6–4, 6–3, 7–6 (7–2)                    |
| Förlust  | 2010 | US Open                   | Hardcourt | Rafael Nadal          | 4–6, 7–5, 4–6, 2–6                          |
| Vinst    | 2011 | Australiska öppna (2)     | Hardcourt | Andy Murray           | 6–4, 6–2, 6–3                               |
| Vinst    | 2011 | Wimbledonmästerskapen     | Gräs      | Rafael Nadal          | 6–4, 6–1, 1–6, 6–3                          |
| Vinst    | 2011 | US Open                   | Hardcourt | Rafael Nadal          | 6–2, 6–4, 6–7 (3–7), 6–1                    |
| Vinst    | 2012 | Australiska öppna (3)     | Hardcourt | Rafael Nadal          | 5–7, 6–4, 6–2, 6–7 (5–7), 7–5               |
| Förlust  | 2012 | Franska öppna             | Grus      | Rafael Nadal          | 4–6, 3–6, 6–2, 5–7                          |
| Förlust  | 2012 | US Open                   | Hardcourt | Andy Murray           | 6–7 (10–12), 5–7, 6–2, 6–3, 2–6             |
| Vinst    | 2013 | Australiska öppna (4)     | Hardcourt | Andy Murray           | 6–7 (2–7), 7–6 (7–3), 6–3, 6–2              |
| Förlust  | 2013 | Wimbledonmästerskapen     | Gräs      | Andy Murray           | 4-6, 5-7, 4–6                               |
| Förlust  | 2013 | US Open                   | Hardcourt | Rafael Nadal          | 2-6, 6-3, 4-6, 1-6                          |
| Förlust  | 2014 | Franska öppna             | Grus      | Rafael Nadal          | 6-3, 5-7, 2-6, 4-6                          |
| Vinst    | 2014 | Wimbledonmästerskapen (2) | Gräs      | Roger Federer         | 6–7 (7–9), 6–4, 7–6 (7–4), 5-7, 6–4         |
| Vinst    | 2015 | Australiska öppna (5)     | Hardcourt | Andy Murray           | 7–6 (7–5), 6–7 (4–7), 6–3, 6-0              |
| Förlust  | 2015 | Franska öppna             | Grus      | Stan Wawrinka         | 6-4, 4-6, 3-6, 4-6                          |
| Vinst    | 2015 | Wimbledonmästerskapen (3) | Gräs      | Roger Federer         | 7–6 (7–1), 6–7 (10–12), 6-4, 6–3            |
| Vinst    | 2015 | US Open (2)               | Hardcourt | Roger Federer         | 6–4, 5–7, 6–4, 6–4                          |
| Vinst    | 2016 | Australiska öppna (6)     | Hardcourt | Andy Murray           | 6-1, 7-5, 7-6 (7-3)                         |
| Vinst    | 2016 | Franska öppna             | Grus      | Andy Murray           | 3-6, 6-1, 6-2, 6-4                          |
| Förlust  | 2016 | US Open                   | Hardcourt | Stan Wawrinka         | 6-7 (7–1) 6-4 7-5 6-3                       |
| Vinst    | 2018 | Wimbledonmästerskapen (4) | Gräs      | Kevin Anderson        | 6-2, 6-2, 7-6                               |
| Vinst    | 2018 | US Open (3)               | Hardcourt | Juan Martin del Potro | 6–3, 7-6 (7–4), 6–3                         |
| Vinst    | 2019 | Australiska öppna (7)     | Hardcourt | Rafael Nadal          | 6-3, 6-2, 6-3                               |
| Vinst    | 2019 | Wimbledonmästerskapen (5) | Gräs      | Roger Federer         | 7–6 (7–5), 1–6, 7–6 (7–4), 4–6, 13–12 (7–3) |
| Vinst    | 2020 | Australiska öppna (8)     | Hardcourt | Dominic Thiem         | 6–4, 4–6, 2–6, 6–3, 6-4                     |
| Förlust  | 2020 | Franska öppna             | Grus      | Rafael Nadal          | 0–6, 2–6, 5–7                               |
| Vinst    | 2021 | Australiska öppna (9)     | Hardcourt | Daniil Medvedev       | 7–5, 6–2, 6-2                               |
| Vinst    | 2021 | Franska öppna (2)         | Grus      | Stefanos Tsitsipas    | 6–7, 2–6, 6–3, 6-2, 6-4                     |
| Vinst    | 2021 | Wimbledonmästerskapen (6) | Gräs      | Matteo Berrettini     | 6-7 (4–7), 6-4, 6-4, 6-3                    |
| Förlust  | 2021 | US Open                   | Hardcourt | Daniil Medvedev       | 4-6, 4-6, 4-6                               |
| Vinst    | 2022 | Wimbledonmästerskapen (7) | Gräs      | Nick Kyrgios          | 4-6, 6-3, 6-4, 7-6 (7–3)                    |
| Vinst    | 2023 | Australiska öppna (10)    | Hardcourt | Stefanos Tsitsipas    | 6–3, 7–6 (7–4), 7–6 (7–5)                   |
| Vinst    | 2023 | Franska öppna (3)         | Grus      | Casper Ruud           | 7–6(7–1), 6–3, 7–5                          |
| Förlust  | 2023 | Wimbledonmästerskapen     | Gräs      | Carlos Alcaraz        | 6-1, 6-7, 1-6, 6-3, 4-6                     |
| Vinst    | 2023 | US Open (4)               | Hardcourt | Daniil Medvedev       | 6-3, 7-6, 6-3                               |

## Övriga ATP-titlar

### Singel (45)
- 2006 - Amersfoort, Metz
- 2007 - Adelaide, ATP Masters Series Miami, Estoril, ATP Masters Series Montréal, Wien
- 2008 - ATP Masters Series Indian Wells, ATP Masters Series Rom, Tennis Masters Cup Shanghai
- 2009 - Dubai, Belgrad, Peking, Basel, Paris
- 2010 - Dubai, Peking
- 2011 - Dubai, ATP Masters Series Indian Wells, Miami, Belgrad, Madrid, Rom, Montreal
- 2012 - Miami, Toronto, Peking, Shanghai, Tennis Masters Cup
- 2013 - Dubai, Monte Carlo Masters, Peking, Shanghai, Paris Masters, Tennis Masters Cup
- 2014 - Indian Wells, Miami, Rom, Peking, Paris, ATP World Tour Finals
- 2015 – Indian Wells, Miami, Monte Carlo, Rom